# Heike Wetzel

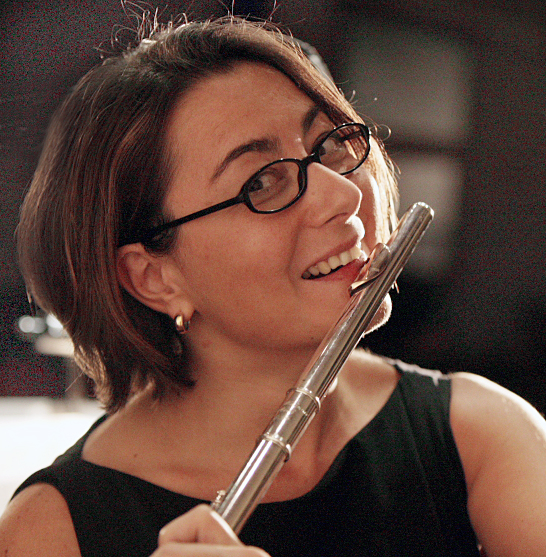
Heike Wetzel, 2009

Heike Wetzel (* 20. Jahrhundert in Zwickau; bürgerlich: Heike Wetzel Yates) ist eine deutsche Flötistin.

## Leben
Nachdem Heike Wetzel seit ihrem zehnten Lebensjahr Flötenunterricht am Robert-Schumann-Konservatorium Zwickau erhalten hatte, studierte sie in Dresden und Nürnberg sowie in der Meisterklasse von Konrad Hampe an der Hochschule für Musik Würzburg.
Seither konzertierte sie sowohl als Solistin als auch Kammermusikerin in ganz Europa und Japan, war tätig im Philharmonischen Orchester Nürnberg des Staatstheaters Nürnberg und gewann mehrere Wettbewerbe. Außerdem war sie jahrelang zuständig für die Musikerschulung der von Yehudi Menuhin ins Leben gerufenen Live-Music-Now-Konzerte (LMN) in Franken. Seit 2002 ist sie Mitglied der European Academy for Culture and the Arts und leitet Workshops und Meisterklassen für Querflöte. Ebenso ist sie Dozentin an der Otto-Friedrich-Universität Bamberg.
Heike Wetzel ist als Querflötistin auf zahlreichen Produktionen zu hören. Neben ihren Soloalben, machte sie Aufnahmen mit dem Bayerischen Rundfunk, SWR, ZDF, ERF Fernsehen und anderen. Stilistisch bewegt sie sich dabei zwischen den Bereichen Klassik, Pop und Jazz und verbindet diese.
Ferner ist sie Flötistin mehrerer Ensembles. Mit dem von Johannes Nitsch ins Leben gerufenen In Motion Trio konzertierte sie unter anderem auf dem Hapag-Lloyd-Kreuzfahrtschiff Europa, im Grand Hotel Quellenhof des Grand Resort Bad Ragaz in Bad Ragaz, Schweiz, oder auf Kongressen der Leipziger Messe. Mit Pianistin Susanne Bunya bildet sie das Ullstein Duo, mit Klaus Heizmann und Mezzosopranistin Daniela Jooß-Kesselmeyer gibt sie seit Jahren Passionskonzerte mit Diashow, Lesungen, neuen Liedern sowie klassischen Werken, zusammen mit Michael Schlierf spielt sie ein Choralprojekt und ist Flötistin bei den Soiree-Konzerten unter der künstlerischen Leitung von Walter Anderle. Jahrelang war sie Mitglied der Kabarettgruppe Lizzy und die weißen Lilien um Lizzy Aumeier und der Bamberger Bachsolisten.
Heike Wetzel Yates ist verheiratet mit dem englischen Fotografen Paul Yates.

## Diskografie
| Jahr | Titel                    | Verlag       |
| ---- | ------------------------ | ------------ |
| 1999 | Faszination Querflöte    | Gerth Medien |
| 2003 | Faszination Querflöte 02 | Gerth Medien |
| 2007 | Was trägt                | Gerth Medien |

### Kollaborationen
| Jahr | Titel                     | Künstler                                      | Verlag       |
| ---- | ------------------------- | --------------------------------------------- | ------------ |
| 1995 | Faszination Klassik       | Heike Wetzel, Joachim Heß                     | Gerth Medien |
| 2000 | Dem Licht entgegen        | Gloria Gabriel, Heike Wetzel, Wolfgang Zerbin | Gerth Medien |
| 2007 | Federleichte Flötenklänge | Heike Wetzel, Bettina Alms, David Döring      | Gerth Medien |
| 2010 | Befiehl du deine Wege     | Heike Wetzel, Michael Schlierf                | Gerth Medien |

### Mitwirken bei Instrumentalkonzepten
| Jahr | Titel           | Repräsentativer Produzent | Verlag       |
| ---- | --------------- | ------------------------- | ------------ |
| 2001 | Fest der Flöten | Jochen Rieger             | Gerth Medien |
| 2004 | In dulce jubilo | Jochen Rieger             | Gerth Medien |

### In Motion Trio
| Jahr | Titel       | Verlag       |
| ---- | ----------- | ------------ |
| 2002 | In Motion   | Gerth Medien |
| 2004 | Lifetime    | Gerth Medien |
| 2007 | Another Way | Gerth Medien |
| 2012 | Day Off     | Gerth Medien |